# Crítica social

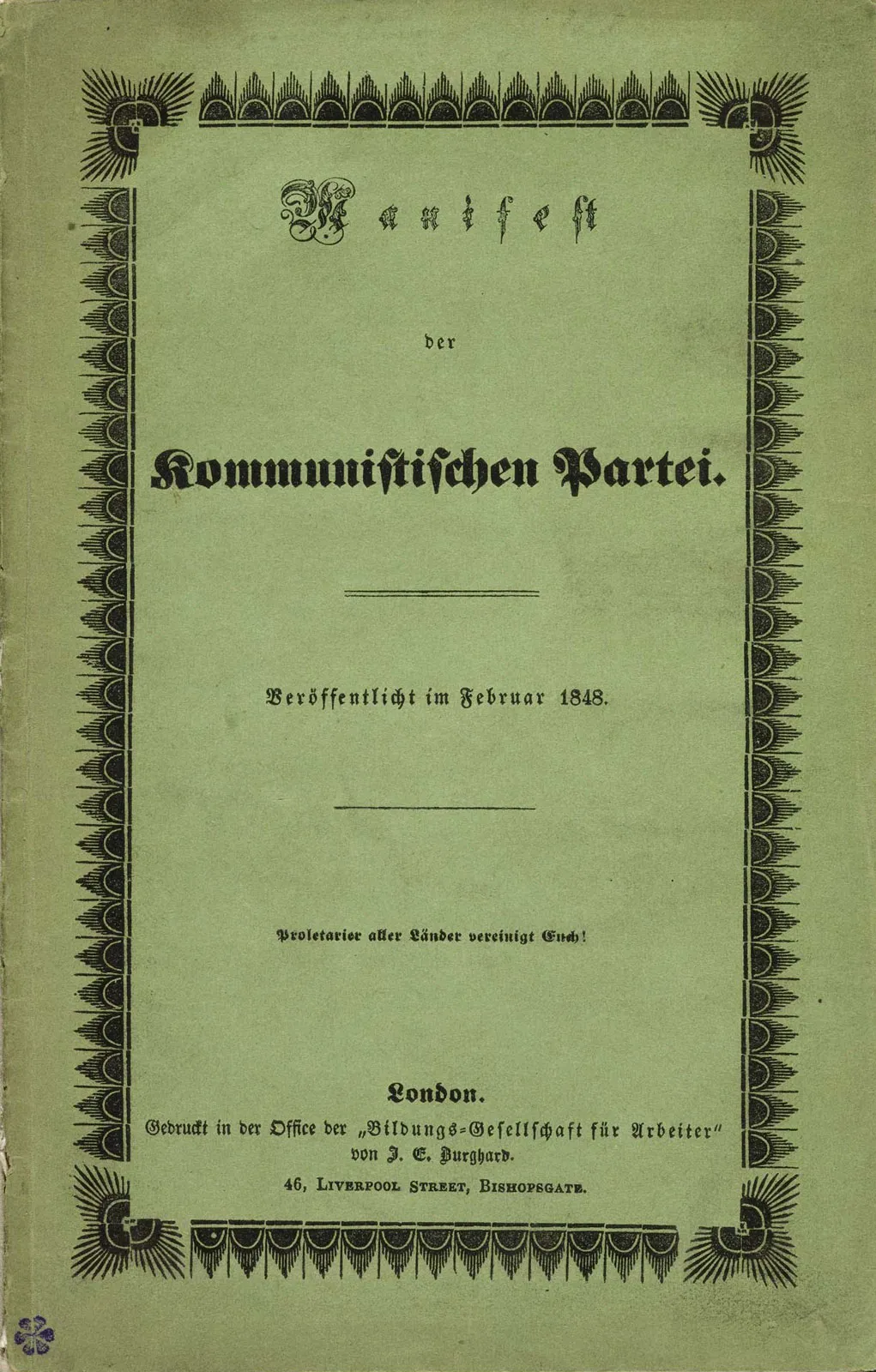
El Manifest Comunista és un dels més grans textos de crítica social de la història.

La crítica social és la crítica d'una societat, ja sigui del tot o, almenys, d'aspectes substantius d'aquesta. Aquesta crítica es fa típicament sobre una base radical, però el terme no és excloent. S'ha argumentat que tota la crítica social implica una idea de la felicitat o del desenvolupament humà, juntament amb una idea del deure d'ésser: de com una societat hauria d'organitzar-se o els seus membres haurien de comportar-se a fi de copsar la idea de felicitat o de desenvolupament humà.

## Crítica social a les obres de ficció i l'art
La crítica social està present en les obres de ficció i les obres d'art. Aquesta crítica social ha arribat a xocar amb el poder i el dret de llibertat d'expressió i el dret a l'honor.